# I Believe in Your Sweet Love
«I Believe in Your Sweet Love» es una canción grabada por la cantante galesa Bonnie Tyler para su cuarto álbum de estudio, Goodbye to the Island (1981). Fue escrita y producida por Ronnie Scott y Steve Wolfe, y lanzado en noviembre de 1979 por RCA Records.
La canción fue un éxito en Canadá, donde alcanzó el número 27 en la lista de RPM. Record Mirror nominó la canción como sencillo de la semana en su lanzamiento.

## Antecedentes
El éxito de Tyler estaba en declive después de que ella no pudo igualar el éxito de su canción «It's a Heartache» en 1978 con versiones posteriores. Diamond Cut (1979), solo alcanzó el número 145 en los Estados Unidos, y es la mayoría de los exitosos sencillos «Too Good to Last» y «My Guns Are Loaded» solo vio el éxito regional en la Europa continental.
Tyler lanzó dos sencillo a finales de 1979; «Sitting on the Edge of the Ocean», con la cual ganó Festival Mundial de la Canción Popular en Japón, y «I Believe in Your Sweet Love».

## Posicionamiento en las listas
| País (1980)                     | Mejor posición |
| ------------------------------- | -------------- |
| Canadá (RPM Adult Contemporary) | 27             |